# Schatzmeister (Altes Ägypten)
Als Schatzmeister wird in der Ägyptologie in der Regel der altägyptische Titel Imi-ra chetemet („Vorsteher des Siegels“ oder „Vorsteher des Versiegelten“) bezeichnet, andere Übersetzungen sind „Kanzler“ oder im Englischen Chancellor. Der Titel ist in dieser Form seit dem Ende des Alten Reiches (ca. 2300 v. Chr.) bekannt. Im Mittleren Reich (ca. 2000 bis 1650 v. Chr.) wurde dieses Amt zu einem hohen Staatsamt und stand im Einfluss kaum dem Wesir nach.
Der Schatzmeister am königlichen Hof überwachte die einkommenden und dort gelagerten Güter, wie Lebensmittel, aber auch Rohstoffe und Fertigprodukte. Er stand auch den Palastwerkstätten vor. In diesen Funktionen trug er auch manchmal den Titel „Vorsteher der Schatzhäuser“. Als Verwalter der königlichen Schätze war der Schatzmeister auch oftmals mit besonders wichtigen Bauvorhaben beauftragt. Bedeutende Titelträger waren z. B. Chety, Meketre oder Iychernofret. In der Zweiten Zwischenzeit war das Amt besonders am Hof der Hyksos von Bedeutung. Es ist eines der wenigen dort bezeugten ägyptischen Ämter. Das Amt ist auch noch gut im Neuen Reich belegt, verlor aber im Laufe der Zeit an Bedeutung. Die Funktionen des Schatzmeisters wurden immer mehr von dem „Vorsteher der Schatzhäuser“ übernommen. Ein letzter bedeutender Titelträger der 19. Dynastie ist der Schatzmeister Bay unter den Königen Sethos II. und Siptah. Das Amt ist auch noch vereinzelt in der Spätzeit bezeugt. Neben den Schatzmeistern am königlichen Hof gab es auch solche in Privathaushalten.